# Claude Rappé
Pour les articles homonymes, voir Rappe.
Claude Rappé, né le 27 mars 1953 à Namur, est un écrivain, journaliste, comédien, metteur en scène, et jusqu'en 1996, un producteur de télévision et animateur à Télé Luxembourg, RTL Télévision, RTL TVI et AB3 de nationalité belge.

## Biographie
Claude Rappé naît le 27 mars 1953 à Namur. Sa grand-mère lui apprend à lire dans les phylactères d’une bande dessinée Godefroy de Bouillon de Sirius. Il visite les lieux en sa compagnie et à sa disparition il lui rend hommage avec une pièce de théâtre.
Claude Rappe est journaliste et producteur à la télévision pendant vingt ans.
En tant qu'auteur, il livre une quinzaine de livres de différents genres : historiques, thrillers, romans, essais et biographies dont certains sont traduits en plusieurs langues.
Il se fait aussi dramaturge et metteur en scène de plusieurs pièces de théâtre, tandis que pour le cinéma ou la télévision, il est le scénariste de films et le réalisateur de documentaires.
Pour le journal Tintin, Rappé inaugure la rubrique Ils parlent de leur métier... en 1980.
En 1987, Claude Rappé, le monsieur Culture de la télé privée RTL-TVi, tient les rênes du journal de 13 heures culturel.
Avec le dessinateur Thierry Cayman, il réalise le triptyque Godefroy de Bouillon qui conte les aventures médiévales de ce personnage, publié par Hélyode puis par les Éditions Lefrancq de 1995 à 1997.
En 1999, il conte la première croisade dans le roman historique Dieu le veut ! publié aux Éditions Albin Michel.
En 1998, Pierre Bellemare arrive en Belgique et engage Claude Rappé sur LTA. Rappé anime aussi sur H.O.T. - Le Grand Magasin en 2000.
Il travaille sur Home Shopping Europe, la chaîne de téléachat pendant un an. Puis en 2002, il anime sur AB3 une émission-débat,.
Le 26 décembre 2004, il est un des rescapés du tsunami en Asie.
En 2005, il joue le rôle d'un animateur de télévision dans la mini-série La Battante en quatre épisodes du réalisateur Didier Albert.
Avec Jacques Careuil, il écrit les mémoires de l'une des premières vedettes télévisées de la Radio Télévision Belge Francophone, présent dans les émissions de divertissement et les programmes pour la jeunesse de la chaîne belge de 1960 à 1980 : Feu Vert à Jacques Careuil publié aux éditions Jourdan en 2012.
Claude Rappe donne un thriller autour de l’affrontement entre cultures chrétiennes et musulmanes : La Prophétie par Lilys Éditions en 2016. Il livre Sandra Kim - Si j'avais su, la biographie de la chanteuse belge Sandra Kim aux éditions La Boîte à Pandore la même année.
Déjà auteur de dix ouvrages, Mort imminente est son deuxième thriller aux éditions Lilys en 2018 dans laquelle, par une fiction, il évoque une expérience de mort imminente. Il enchaîne avec le troisième thriller Cuba Libre chez le même éditeur l'année suivante.
En 2021, il nous dévoile dans L'Écolière une part méconnue de lui à travers le récit de son enfance et son adolescence dans le Brabant wallon et Namur publié  aux mêmes éditions carolorégiennes.

### Vie privée
Il a été le conjoint de Natacha Amal du 21 juin 1997 au 6 novembre 2007 dont il est divorcé.

## Œuvres

### Publications

#### Littérature
Auteur des romans historiques et thrillers suivants :
- Godefroy de Bouillon – l’héritier maudit – Éditions Albin Michel, 1991 Prix littéraire du Quartier latin – Paris 1992. Finaliste au Goncourt des Lycéens, Paris, 1992[réf. nécessaire]
- Salomon, le roi des femmes, Albin Michel, 1995  (ISBN 9782226077653)
- Dieu le veut !, Albin Michel, Paris, 1999  (ISBN 2-226-11001-1).
- Samson & Dalila, Le Rocher, 2001  (ISBN 9782268040387) .
- Tsunami 26 décembre 2004… 9h58 – Le Rocher, 2005 (avec Natacha Amal)  (ISBN 9782268054902).
- Ça plane pour moi – BMR, 2008 (avec Lou Depryck).
- Feu Vert à Jacques Careuil, Jourdan, 2012  (ISBN 9782874662010).
- La Prophétie[14],[15] (thriller), Charleroi, Lilys Éditions, 2016  (ISBN 9782930848129).
- Les + intrigantes femmes de la Bible, essai, La Boîte à Pandore, 2016  (ISBN 287557258X)
- Sandra Kim - Si j'avais su, La Boîte à Pandore, 2016  (ISBN 9782875572424)
- Mort imminente[16] (thriller), Charleroi, Lilys Éditions, 2018  (ISBN 9782930848631).
- Cuba Libre[17], (thriller), Charleroi, Lilys Éditions, 2019  (ISBN 9782930848853)
- L'Écolière[18], Charleroi, Lilys Éditions, 2021  (ISBN 9782390560135)
- Le Testament de Shakespeare, Charleroi, Lilys Éditions, 2023  (ISBN 9782390560319)

#### Revues et journaux
- Éditorialiste à Contre chants de 1978 à 1979.
- Rédacteur en chef à Plaisirs - Le magazine du showbiz de 1979 à 1980
- Responsable de rubrique au Journal Tintin 1979-1983.
- Chef de rubrique et critique à L’Événement - version hebdomadaire - 1980-1982
- Collaborateur à Billboard, Télépro, Le Vif, L’Express, Édition spéciale, Pourquoi pas ?, L’Écho des savanes de 1978 à 1988.

### Œuvres audiovisuelles

#### Filmographie

##### Cinéma
Sauf indication contraire, les informations mentionnées dans cette section peuvent être confirmées par la base de données cinématographiques IMDb,  présente dans la section « Liens externes ».
- Imagine qu’un jour, Dialoguiste, court métrage fiction (26 min) pour Cérès Films Gaumont 1978 – Paris.
- Béjart Correspondance, Réalisation du film pour RTL TVI - 1994.
- La Battante[13], acteur, dans le rôle d'un animateur TV (Réalisateur : Didier Albert, 2005)
- Cher Radin, acteur, (Réalisateur : Didier Albert, 2012)

##### Documentaires
- Réalisation de documentaires filmés et articles de presse en Jordanie, Israël, Égypte, aux États-Unis, Japon, en Russie, Autriche, au Danemark, en Pologne, Thaïlande, aux Maldives, en Polynésie, aux Caraïbes, au Kenya, en Éthiopie.

##### Télévision
- Animateur-journaliste pour RTL Télévision - France et Belgique : 1982-1996.
- Producteur et présentateur d’émissions de prime-time (débats, talk-shows[21], culturelles[22]) de 1983 à 1996.
- Présentateur[12] et reporter au journal télévisé de RTL TVi : 1987[6]-1996.
- Animateur de débats sur AB3 en 2002[10].

### Théâtre
- Assistanat (mise en scène/régie) au Théâtre de l'Esprit frappeur et théâtre du Jardin Botanique – Bruxelles. Comédien, metteur en scène, assistant, décorateur sonore, régisseur pour une trentaine de spectacles de 1976 à 1982.
- Production de Godefroid de Bouillon, Dieu le veut ! de 1979[5] à 1983[23].

Dramaturge
- Dramaturge des pièces de théâtre suivantes : Godefroy de Bouillon – Dieu le veut ![23], Catherine Hamlet, Ide, Le Grenier[24], Les Shampouineuses, We wish you a Marry Christmas, L’Audition, La Mémoire du vent, Hitler, Churchill, Staline, rencontre secrète.
- Coauteur de Suite et fin (avec Janne Fontaine).

### Autres activités

#### Conférences
- Conférencier historique au Proche-Orient[10] (Israël[14], Jordanie[14], Égypte, Yémen, Liban, Syrie[14], Maroc) pour All Ways Travel, Bosphorus (La D.H.) et Arthema (Paris Match).

#### Spectacles
- Claude Rappé est aussi le scénariste et l'auteur des textes de deux spectacles historiques permanents à Bouillon (Belgique) L'Archéoscope[25] et à Baugé-en-Anjou (France).

#### Livres
: document utilisé comme source pour la rédaction de cet article.
- Jean-Louis Lechat, Un demi-siècle d’aventures t. 2 : 1970 - 1996, Bruxelles, Le Lombard, 5 décembre 1996, 224 p., ill. ; 31 cm (ISBN 280361233X, OCLC 37995939, BNF 37539082, présentation en ligne), p. 83, 91, 106. .

#### Périodiques
- F.S., « Claude Rappé remet les pendules à l'heure! », Ciné Télé Revue,‎ 16 août 2013 (lire en ligne, consulté le 10 mai 2023)
- Claude Rappé (interviewé par Éloïse Dewallef), « Claude Rappé: «J’aime faire voyager le lecteur» », Soir Mag,‎ 10 mars 2020 (lire en ligne, consulté le 10 mai 2023).

#### Articles
- « Claude Rappé veut faire la bio de Rihanna », Sudinfo,‎ 4 décembre 2016 (lire en ligne , consulté le 10 mai 2023).

### Émissions de télévision
- LCR – Claude Rappé sur BX1, présentation : David Courier (12 minutes), 5 mai 2021.

### Vidéographie
- [vidéo] « Interview Natacha Amal et Claude Rappé - Archive INA », sur YouTube
- [vidéo] « RTL-Télévision - Claude Rappé - 1986 », sur YouTube
- [vidéo] « 3 minutes pour une voix : Claude Rappé », sur YouTube